# París-Niza 1973
La París-Niza 1973, fue la edición número 31 de la carrera, que estuvo compuesta de nueve etapas y un prólogo disputados del 11 al 17 de marzo de 1973. Los ciclistas completaron un recorrido de 850 km con salida en Saint-Fargeau y llegada a Col d'Èze, en Francia. La carrera fue vencida por el francés Raymond Poulidor, que fue acompañado en el podio por el holandés Joop Zoetemelk y el belga Eddy Merckx.
La nieve es la protagonista de esta edición. Los cambios de itinerario en los últimos momentos son constantes y el recorrido se recorta 134 km. Se instaura un coche de asistencia Mavic.

## Resultados de las etapas
| Etapa               | Fecha       | Recorrido                      | km     | Ganador           | Líder            |
| ------------------- | ----------- | ------------------------------ | ------ | ----------------- | ---------------- |
| Prólogo             | 11 de marzo | Saint-Fargeau-Ponthierry (CRI) | 7,2 km | Eddy Merckx       | Eddy Merckx      |
| 1ª etapa, 1º sector | 12 de marzo | Auxerre-Saulieu                | 105 km | Jacques Esclassan | Eddy Merckx      |
| 1ª etapa, 2º sector | 12 de marzo | Saulieu-Chalon-sur-Saône       | 100 km | Eric Leman        | Eddy Merckx      |
| 2ª etapa            | 13 de marzo | Chalon-sur-Saône-Saint-Étienne | 213 km | Rik van Linden    | Eddy Merckx      |
| 3ª etapa, 1º sector | 14 de marzo | Tournon-Valença                | 19 km  | Walter Godefroot  | Eddy Merckx      |
| 3ª etapa, 2º sector | 14 de marzo | Valença-Valença (CRE)          | 4.9 km | Rokado            | Eddy Merckx      |
| 4ª etapa            | 15 de marzo | Vivièrs-Manosque               | 187 km | Leif Mortensen    | Eddy Merckx      |
| 5ª etapa            | 16 de marzo | Manosque-Draguignan            | 133 km | Rik van Linden    | Eddy Merckx      |
| 6ª etapa, 1º sector | 17 de marzo | Fréjus-Niza                    | 78 km  | Rik van Linden    | Eddy Merckx      |
| 6ª etapa, 2º sector | 17 de marzo | Niza-Col d'Éze (CRI)           | 9.5 km | Joop Zoetemelk    | Raymond Poulidor |

## Etapas

### Prólogo
11-03-1973. Saint-Fargeau-Ponthierry, 7.2 km. CRI
|   | Ciclista         | Equipo      | Tiempo |
| - | ---------------- | ----------- | ------ |
| 1 | Eddy Merckx      | Molteni     | 9' 42" |
| 2 | Charly Grosskost | Gan-Mercier | + 12"  |
| 3 | Leif Mortensen   | Bic         | + 16"  |

### 1ª etapa, 1º sector
12-03-1973. Auxerre-Saulieu, 105 km.
|   | Ciclista          | Equipo              | Tiempo     |
| - | ----------------- | ------------------- | ---------- |
| 1 | Jacques Esclassan | Peugeot-BP-Michelin | 2h 43' 05" |
| 2 | Rik van Linden    | Rokado              | m. t.      |
| 3 | Eric Leman        | Peugeot-BP-Michelin | m. t.      |

### 1ª etapa, 2º sector
12-03-1973. Saulieu-Chalon-sur-Saône, 100 km.
|   | Ciclista          | Equipo              | Tiempo     |
| - | ----------------- | ------------------- | ---------- |
| 1 | Eric Leman        | Peugeot-BP-Michelin | 2h 19' 13" |
| 2 | Rik van Linden    | Rokado              | m. t.      |
| 3 | Jacques Esclassan | Peugeot-BP-Michelin | m. t.      |

### 2ª etapa
13-03-1973. Chalon-sur-Saône-Saint-Étienne 213 km.
Los corredores paran varias veces por culpa de la nieve. En la cima del col des Echarmeaux todo el pelotón se refugia en una granja. Tan solo la intervención de Jacques Anquetil en su papel de director de carrera hace que los ciclistas acaben la etapa.
|   | Ciclista               | Equipo | Tiempo     |
| - | ---------------------- | ------ | ---------- |
| 1 | Rik van Linden         | Rokado | 5h 44' 15" |
| 2 | Leif Mortensen         | Bic    | m. t.      |
| 3 | Gustaaf Van Roosbroeck | Rokado | m. t.      |

### 3ª etapa, 1º sector
14-03-1973. Tournon-Valença 19 km.
La salida inicial era en Saint-Étienne. La etapa es de tan solo 19 kilómetros por culpa de la nieve y se hace una media de 53,023 km/h en part por un ataque de Poulidor al km. 7.
|   | Ciclista           | Equipo              | Tiempo  |
| - | ------------------ | ------------------- | ------- |
| 1 | Walter Godefroot   | Flandria-Carpenter  | 21' 30" |
| 2 | Jean-Luc Molinéris | Flandria-Carpenter  | m. t.   |
| 3 | Jacques Esclassan  | Peugeot-BP-Michelin | m. t.   |

### 3ª etapa, 2º sector
14-03-1973. Valença-Valença, 4.9 km. (CRE)
|   | Equipo              | Tiempo |
| - | ------------------- | ------ |
| 1 | Rokado              | 6' 11" |
| 2 | Sonolor             | + 6"   |
| 3 | Peugeot-BP-Michelin | + 8"   |

### 4ª etapa
15-03-1973. Vivièrs-Manosque, 187 km.
|   | Ciclista         | Equipo      | Tiempo |
| - | ---------------- | ----------- | ------ |
| 1 | Leif Mortensen   | Bic         |        |
| 2 | Eddy Merckx      | Molteni     | m. t.  |
| 3 | Raymond Poulidor | Gan-Mercier | + 2"   |

### 5ª etapa
16-03-1973. Manosque-Draguignan, 133 km.
|   | Ciclista       | Equipo           | Tiempo     |
| - | -------------- | ---------------- | ---------- |
| 1 | Rik van Linden | Rokado           | 3h 22' 43" |
| 2 | Hennie Kuiper  | Rokado           | m. t.      |
| 3 | Raf Hooyberghs | IJsboerke-Bertin | m. t.      |

### 6ª etapa, 1º sector
17-03-1973. Fréjus-Niça, 78 km.
|   | Ciclista       | Equipo              | Tiempo     |
| - | -------------- | ------------------- | ---------- |
| 1 | Rik van Linden | Rokado              | 1h 47' 16" |
| 2 | Eric Leman     | Peugeot-BP-Michelin | m. t.      |
| 3 | Frans Mintjens | Molteni             | m. t.      |

### 6ª etapa, 2º sector
17-03-1973. Niza-Col d'Éze, 9.5 km. CRI
|   | Ciclista         | Equipo              | Tiempo  |
| - | ---------------- | ------------------- | ------- |
| 1 | Joop Zoetemelk   | Gitane-Frigécrème   | 20' 44" |
| 2 | Raymond Poulidor | Gan-Mercier         | + 7"    |
| 3 | Régis Ovion      | Peugeot-BP-Michelin | + 12"   |

## Clasificaciones finales

### Clasificación general
| Pos. | Ciclista            | Equipo              | Tiempo      |
| ---- | ------------------- | ------------------- | ----------- |
|      | Raymond Poulidor    | Gan-Mercier         | 21h 11' 45" |
| 2    | Joop Zoetemelk      | Gitane-Frigécrème   | + 4"        |
| 3    | Eddy Merckx         | Molteni             | + 12"       |
| 4    | Régis Ovion         | Peugeot-BP-Michelin | + 19"       |
| 5    | Leif Mortensen      | Bic                 | + 27"       |
| 6    | Luis Ocaña          | Bic                 | + 41"       |
| 7    | Charly Grosskost    | Gan-Mercier         | + 54"       |
| 8    | Herman van Springel | Rokado              | + 1' 00"    |
| 9    | Raymond Delisle     | Peugeot-BP-Michelin | + 1' 13"    |
| 10   | Yves Hézard         | Sonolor             | + 1' 42"    |